# روبرت إرفين جونسون
روبرت إرفين جونسون (بالإنجليزية: Robert Erwin Johnson)‏ هو مؤرخ أمريكي، ولد في 3 فبراير 1923، وتوفي في 28 يناير 2008.